# Оттон де Сикон

Негропонт (Эвбея) на карте Южной Греции

Оттон де Сикон (Othon de Cicon) (ум. ок. 1264) — барон Каристоса (Эвбея), титулярный триарх северной части Эвбеи.
Младший сын Жака де Сикона (ум. до 1215), сеньора де Шатильон-Гюйот, сеньора Каристоса, и Сибиллы де ла Рош, сестры первого афинского герцога Оттона де ла Роша.
После смерти старшего брата Понса (не позднее 1250 года) унаследовал баронию Каристос в южной части Эвбеи и титул триарха северной части Эвбеи.
Участвовал в войне за Эвбейское наследство на стороне князя Ахайи Гильома II де Виллардуэна.
В 1261 г. на Эвбею прибыл лишившийся трона император Латинской империи Балдуин II. Оттон де Сикон ссудил ему 5 тысяч золотых иперпиров. Позднее Балдуин II вернул часть долга деньгами, а взамен оставшейся суммы отдал святые мощи — правую руку Иоанна Крестителя, которой был крещён Иисус Христос.
Оттон в 1263 году подарил её аббатству Сито в Бургундии. Вскоре после этого он умер.
Жена — Аньезина Гизи, сестра Андреа и Джеремии Гизи, которые в 1207 г. завоевали острова Микены, Скирос, Скиатос, Скопелос, Серифос, Тинос, Аморгос и Хиос. Сын — Ги де Сикон, титулярный триарх северной части Эвбеи. Его дочь Аньес де Сикон в 1294 г. вышла замуж за Бонифация Веронского.